# Keithsburg, Illinois
Keithsburg je mesto, ki leži v Okrožju Mercer v ameriški zvezni državi Illinois.
Po popisu prebivalstva iz leta 2000 v naselju živi 714 ljudi na 8,2 km².